# Palenica Kościeliska
Palenica Kościeliska (1183 m) – najwyższy szczyt Pogórza Gubałowskiego (czasami zwanego też Pasmem Gubałowskim). Znajduje się w zachodniej części tego pasma, pomiędzy Mietłówką (1110 m) a Butorowym Wierchem (1160 m). Zbudowany jest z nieco zdyslokowanego i zapadającego z południa na północ fliszu karpackiego (piaskowce i łupki). 
Szczyt i wierzchołkowe partie Palenicy Kościeliskiej są zalesione. Ze stoków południowych do Rowu Kościeliskiego spływają dwa potoki: Butorowski Potok i Wielki Głęboki Potok, z północnych Kijów Potok i Golów Potok (dopływy Dzianiskiego Potoku). Dolna część zboczy jest bezleśna, zajęta przez pola i zabudowania miejscowości Dzianisz (stoki północne) i Kościelisko (stoki południowe, osiedla Kierpcówka, Staszelówka i Szeligówka).
Palenica to często na Podtatrzu spotykana nazwa geograficzna. Pochodzi od dawnego sposobu otrzymywania polan i pól uprawnych przez wypalanie lasu (gospodarka żarowa).
Na południowych zboczach Palenicy Kościeliskiej znajduje się przekaźnik telekomunikacyjny, a na północnych stokach – Groników Staw.